# کستانیه‌گوردن
کستانیه‌گوردن (به سوئدی: Kastanjegården) یک منطقهٔ مسکونی در سوئد است که در Malmö Municipality واقع شده‌است. کستانیه‌گوردن ۷۲۰ نفر جمعیت دارد.